# Medalla James Craig Watson
La Medalla James Craig Watson (en anglès: James Craig Watson Medal) va ser establerta per un llegat de James Craig Watson, i es concedeix per l'Acadèmia Nacional de Ciències dels Estats Units a qui ha realitzat extraordinàries contribucions en astronomia.

## Llista de premiats
| 1887 | Benjamin A. Gould                          |
| 1889 | Ed Schoenfeld                              |
| 1891 | G. F. J. A. Auwers                         |
| 1894 | Seth Carlo Chandler                        |
| 1899 | David Gill                                 |
| 1913 | J. C. Kapteyn                              |
| 1916 | Armin O. Leuschner                         |
| 1924 | C. V. L. Charlier                          |
| 1929 | Willem De Sitter                           |
| 1936 | Ernest W. Brown                            |
| 1948 | Samuel A. Mitchell                         |
| 1951 | Herbert R. Morgan                          |
| 1955 | Chester B. Watts                           |
| 1957 | George Van Biesbroeck                      |
| 1960 | Yusuke Hagihara                            |
| 1961 | Otto Heckmann                              |
| 1964 | Willem J. Luyten                           |
| 1965 | Paul Herget                                |
| 1966 | Wallace J. Eckert                          |
| 1969 | Jurgen Moser                               |
| 1972 | André Deprit                               |
| 1975 | Gerald Maurice Clemence                    |
| 1979 | Charles T. Kowal                           |
| 1982 | Stanton J. Peale                           |
| 1985 | W. Kent Ford, Jr                           |
| 1986 | Robert B. Leighton                         |
| 1991 | Maarten Schmidt                            |
| 1994 | Yasuo Tanaka                               |
| 1998 | Carolyn S. Shoemaker i Eugene M. Shoemaker |
| 2001 | David Todd Wilkinson                       |
| 2004 | Vera C. Rubin                              |
| 2007 | Michael Skrutskie i Roc Cutri              |
| 2010 | Margaret Geller                            |
| 2012 | Jeremiah P. Ostriker                       |
| 2014 | Robert P. Kirshner                         |
| 2016 | Timothy M. Brown                           |
| 2018 | Ewine van Dishoeck                         |